# Крижанівка (Коноплянська сільська громада)
Крижані́вка — село Коноплянської сільської громади в Березівському районі Одеської області в Україні. Населення становить 165 осіб.

## Населення
Згідно з переписом УРСР 1989 року чисельність наявного населення села становила 194 особи, з яких 90 чоловіків та 104 жінки.
За переписом населення України 2001 року в селі мешкало 165 осіб.

### Мова
Розподіл населення за рідною мовою за даними перепису 2001 року:
| Мова       | Відсоток |
| ---------- | -------- |
| українська | 92,73 %  |
| російська  | 5,45 %   |
| гагаузька  | 1,21 %   |
| болгарська | 0,61 %   |